# Alfred Gérard
Alfred Gérard, né à Reims le 23 mars 1837 et y est décédé le 15 mars 1915 ou 19 mars 1915, était un industriel français.

## Carrière
Il fait ses études à Reims puis voyage en Grande-Bretagne puis en Allemagne pour y parfaire ses apprentissages.
Il est un des premiers Français à s’établir au Japon. Il y développe beaucoup le travail de la brique et les systèmes d'adduction d'eau.
Fondateur du Cercle agricole rémois et d’une très riche bibliothèque agricole, qui se trouvaient au 15, rue Chanzy, à l’emplacement de sa maison natale, il fait don au musée des Beaux-Arts, en 1891, d’une collection d’objets d’art japonais réunie pendant son séjour à Yokohama de 1863 à 1878. En 1897, un nouveau don d’Alfred Gérard complète cette collection qui constitue à elle seule un musée ethnographique de plus de 700 pièces, dont quelques-unes de très grande valeur. Elle n’est plus visible aujourd’hui et se trouve dans les réserves du musée Saint-Remi. 
Alfred Gérard, mort célibataire, repose à Bezannes sous l’original monument japonais qu’il fit édifier. Huguette Guyard lui a consacré une biographie très développée, Alfred Gérard, le Champenois de Yokohama, Reims, 2000.
Il est inhumé à Bezannes.

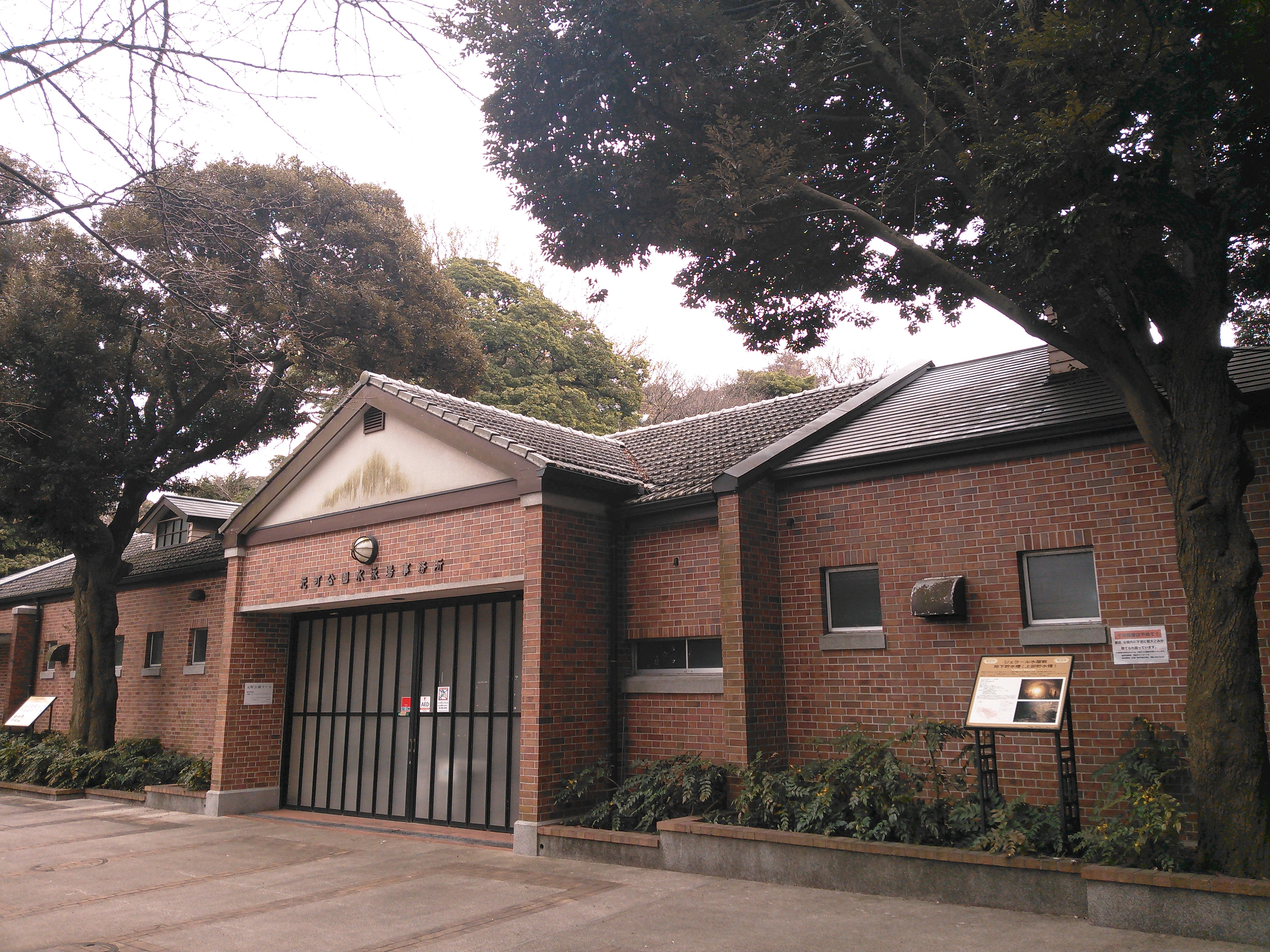
Piscine en brique dans le parc Motomashi de Yokohama.
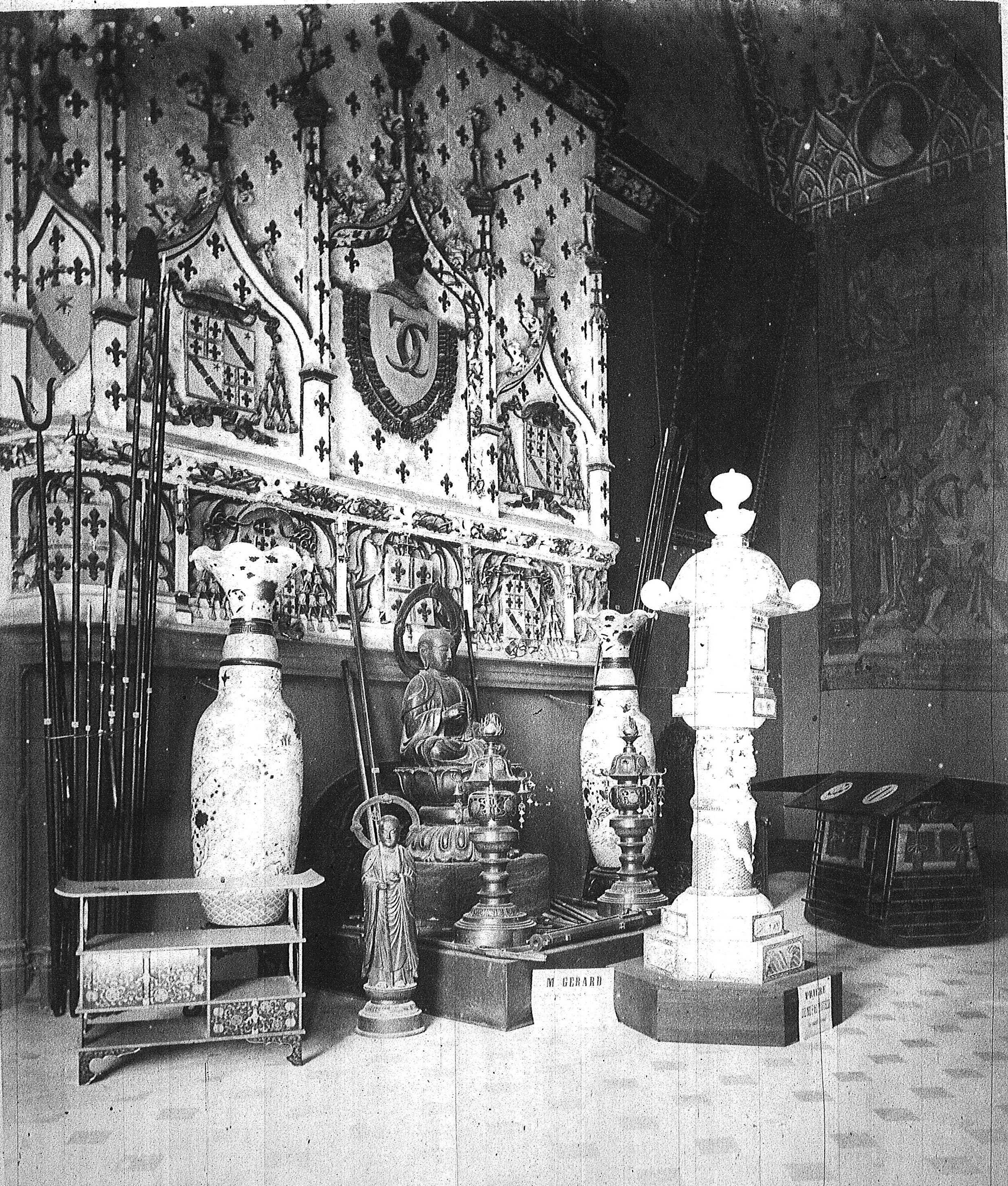
Quelques pièces de sa collection exposées en 1876 au palais du Tau (Reims),
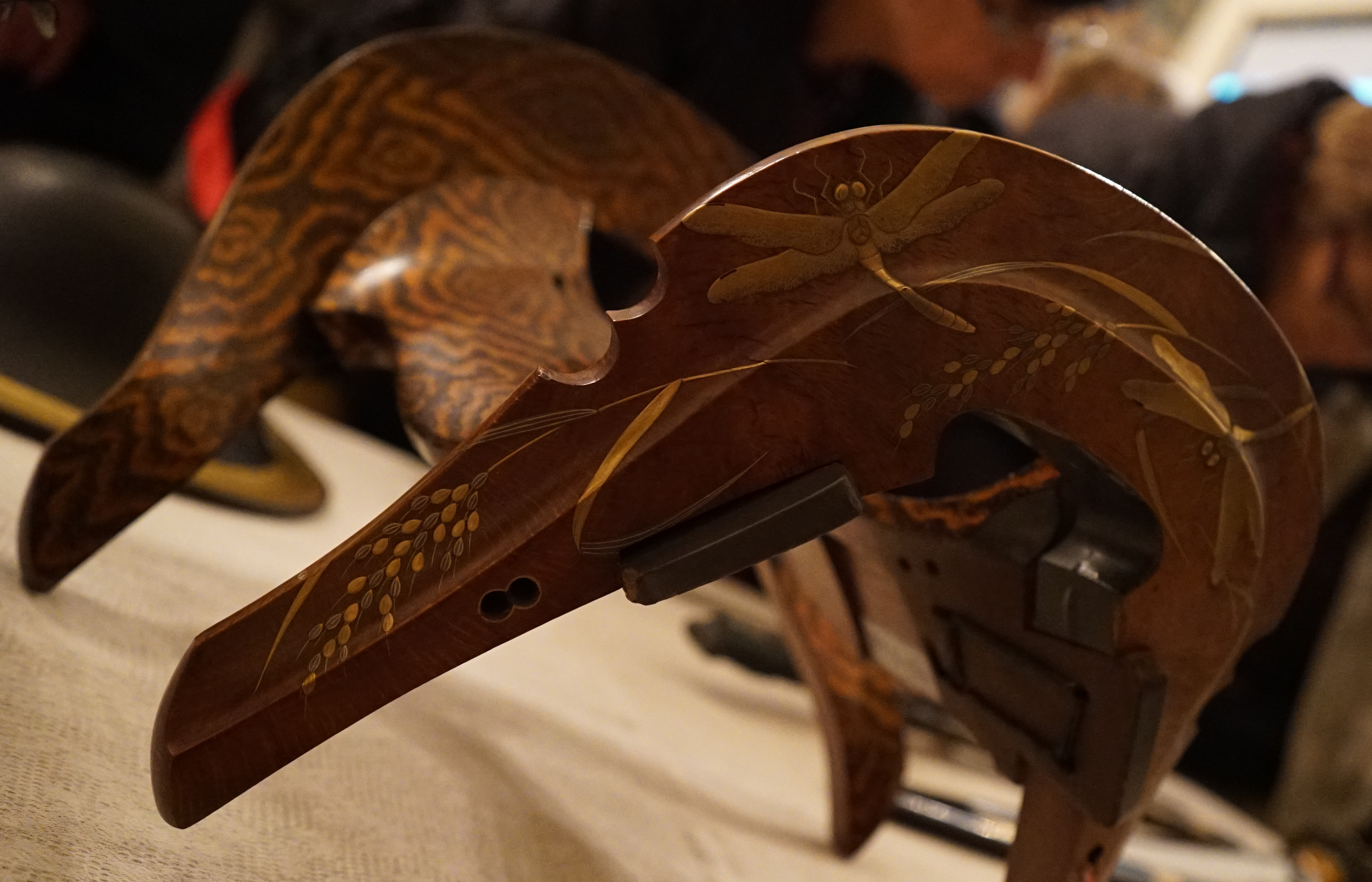
Une selle au Musée Saint-Remi.
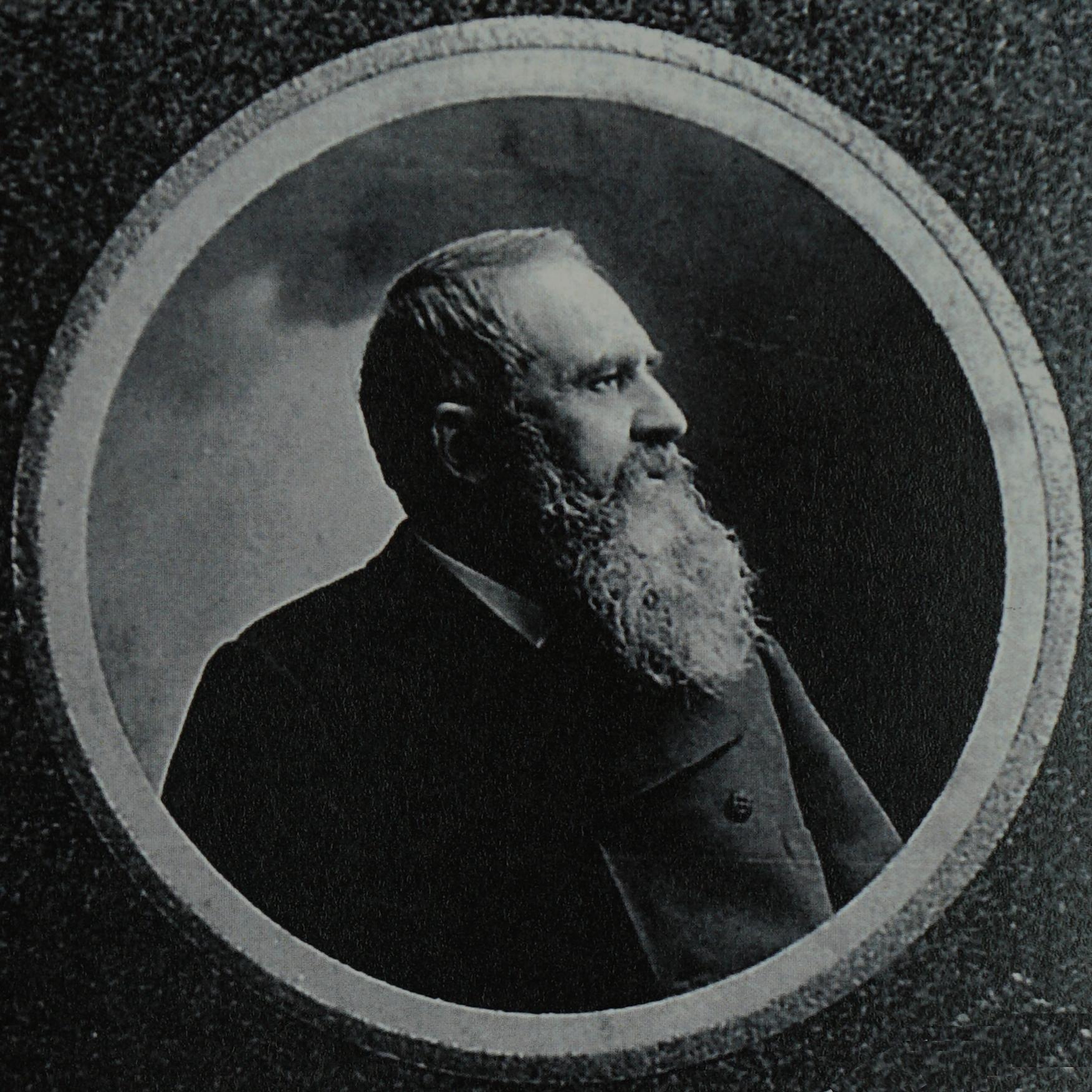
Portrait par Nadar.
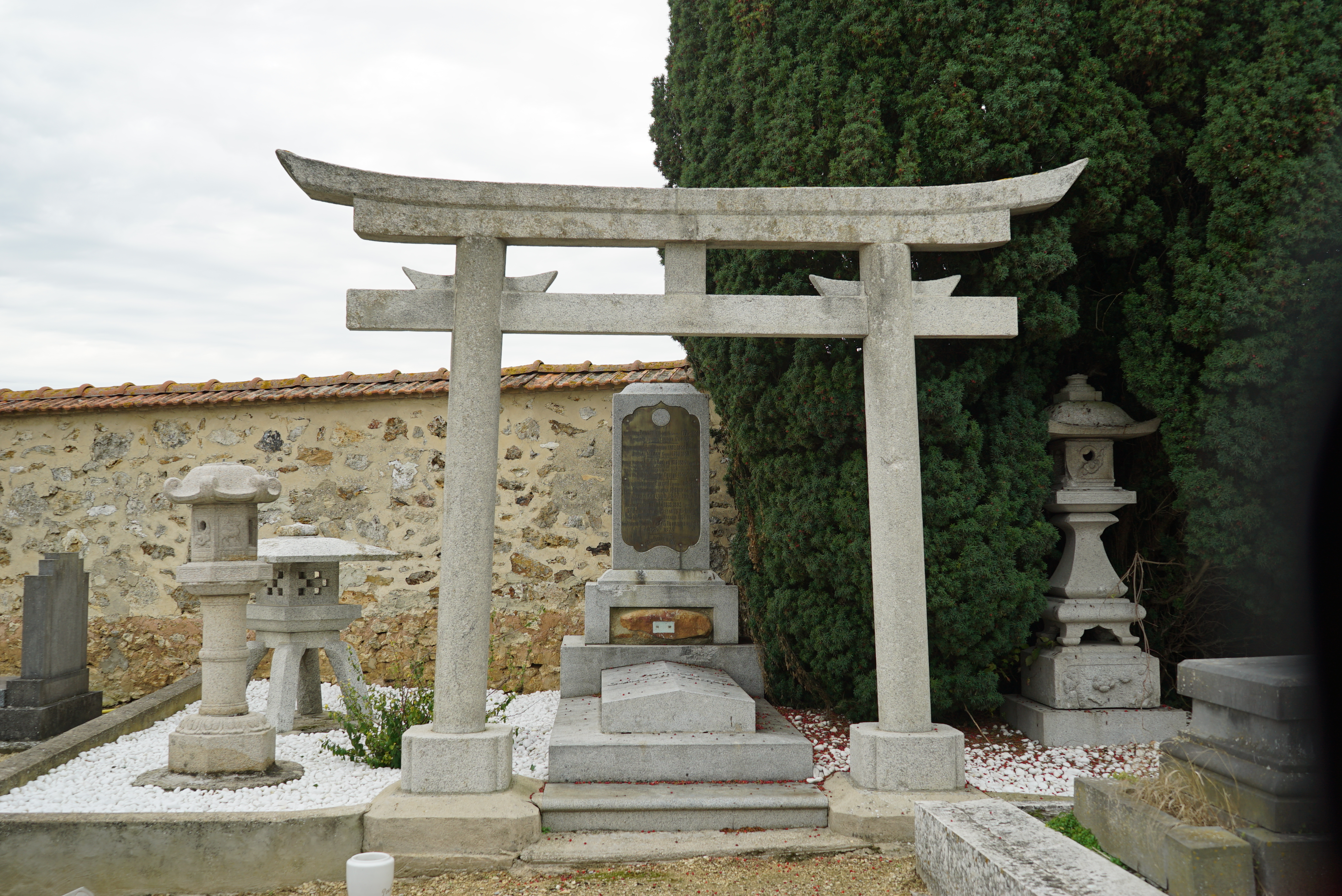
Sa tombe.
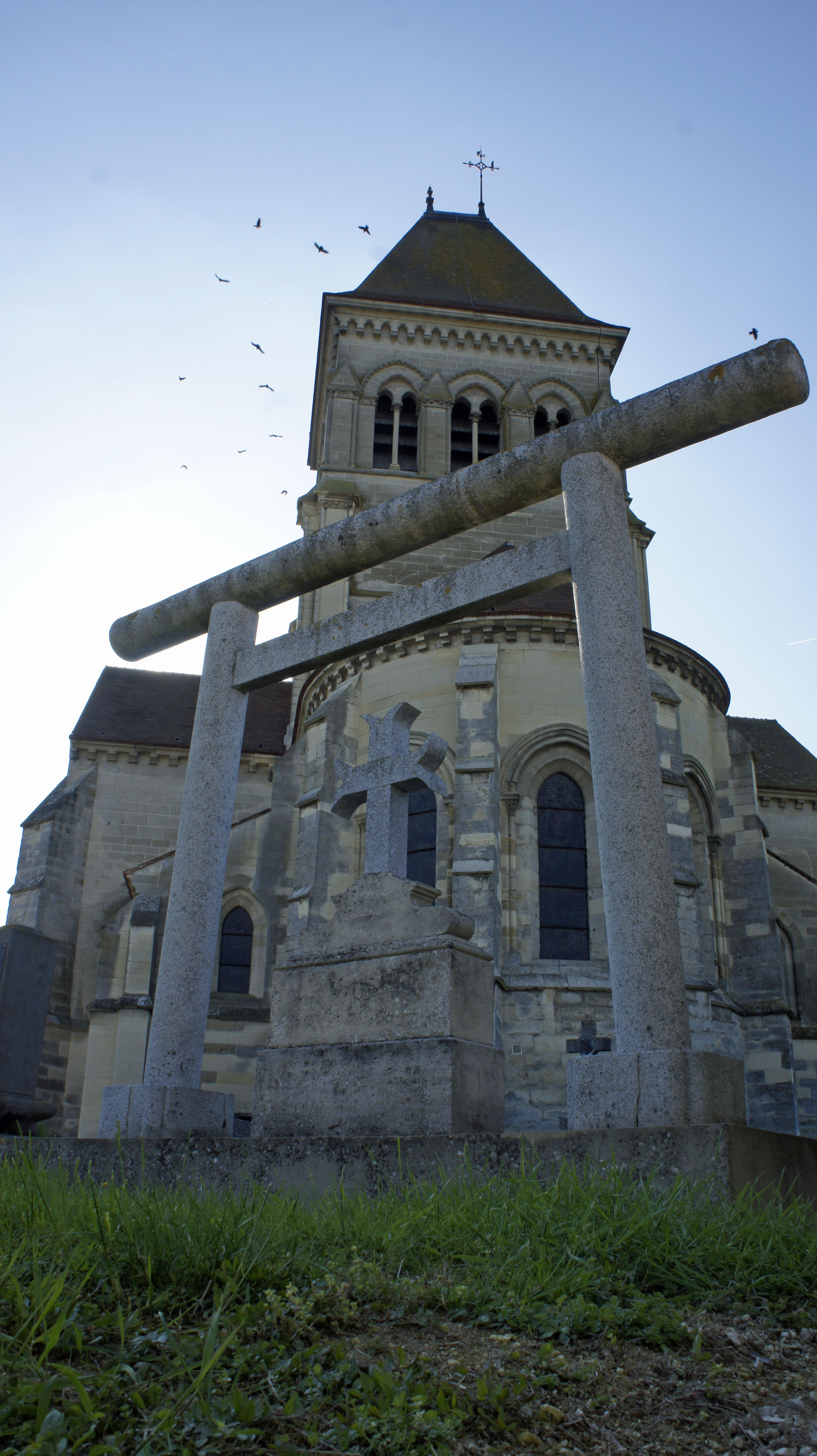
La tombe de sa famille maternelle, église de Lavannes.

## Source
- Cet article contient des extraits d'un document provenant du site La Vie rémoise qui autorise l'utilisation de son contenu sous licence GFDL.
- Notices d'autorité :   - VIAF
  - ISNI
  - BnF (données)
  - IdRef